# Monastère franciscain d'Egra
Le monastère franciscain de Egra ou de Cheb est un ancien monastère franciscain avec une église dans la ville de Egra (ou Cheb; anciennement Eger).

## Histoire
Les frères de l'Ordre franciscain, fondé en 1210, sont venus à Eger avant 1256 et y ont construit une église et un couvent. Le monastère appartenait à la Province franciscaine de Saxe. Les bâtiments ont été détruits dans l'incendie de la ville de 1270, quatre frères et dix autres personnes ont été tués dans l'église. L'église et le monastère sont reconstruits, l'église est consacrée en 1285 et bénéficie du patronage de l'Annonciation. Il s'agit d'une église-halle gothique à trois nefs située juste en face de l'ancien couvent des Clarisses. La sacristie et la partie attenante du mur du monastère et un cloître de la première moitié du XIVe siècle ont été conservés.
En 1603, la direction de l'ordre franciscain ordonna l'incorporation du couvent d'Eger dans la province de l'ordre de Haute-Allemagne (Strasbourg) ,.
Le monastère a existé jusqu'en 1951, lorsque les franciscains ont dû le quitter sur ordre du gouvernement communiste. L'église et les anciens bâtiments du monastère sont à nouveau ouverts au public aujourd'hui ; un cloître avec des peintures murales historiques a été conservé .